# Olof Örtenblad (skolman)
Olof Gustaf Örtenblad, född den 3 december 1854 i Ör i Dalsland, död den 22 maj 1936 i Katarina församling, Stockholm, var en svensk skol- och språkman.

## Familjebakgrund
Olof Gustaf Örtenblads föräldrar var kyrkoherden i Ör, Carl Torsten Örtenblad (1817–1855) och Maria Lovisa Södermark, dotter till professorn vid akademien för de fria konsterna, Olof Johan Södermark och dennes hustru Maria Charlotta Hazelius.

## Utbildning och karriär
Örtenblad tog studenten i Uppsala 1873 och studerade därefter vid Uppsala universitet, där han 1885 blev filosofie doktor på avhandlingen Étude sur le développement des voyelles labiales toniques du latin dans le vieux français du XII siècle. Påföljande år blev han lektor i franska och engelska vid elementarläroverket i Vänersborg och erhöll två år senare motsvarande tjänst vid Södra Latin i Stockholm. Åren 1899–1902 var han studierektor vid Whitlockska samskolan.
Då rektorn på skolan Södra Latin Carl von Friesen 1902 kallades till posten som ecklesiastikminister handplockade han Örtenblad som sin tillförordnade ersättare. Carl von Friesen avled dock på ministerposten 1905 varvid Örtenblad utsågs till ordinarie rektor på Södra Latin och satt som sådan fram till sin pensionering 1920. Han var från 1902 även ledamot av Kungl. direktionen över Stockholms stads undervisningsverk samt från 1905 och under en lång följd av år andre ordförande för Nordiska museet. Han blev 1902 även riddare av Nordstjärneorden.
Örtenblad har beskrivits som "en skicklig pedagog och en dugande administratör" (Sundell). Han var engagerad i skolgymnastiken och har själv skildrats som "atletisk" men också som "gemytlig". Olof Örtenblad är begravd på Norra begravningsplatsen utanför Stockholm.